# Juliusz Kruszankin
Juliusz Stanisław Kruszankin (ur. 5 czerwca 1965 w Łodzi), polski piłkarz, obrońca, trener.

## Życiorys
Jest wychowankiem ŁKS. W lidze pierwszy raz zagrał w 1983, grając w łódzkim klubie debiutował w kadrze. W 1989 odszedł do Legii, jednak w 1990 wrócił do macierzystego klubu. W 1992 ponownie został zawodnikiem Legii, tym razem na niecałe trzy sezony. W tym okresie dwukrotnie został mistrzem Polski (1994, 1995), zdobywał także Puchar (1989, 1990, 1994) oraz Superpuchar Polski (1990, 1995). W sezonie 1994/1995 grał w izraelskim Hapoelu Hajfa. W następnym sezonie występował w GKS Bełchatów, Lechii/Olimpii Gdańsk oraz Stali Głowno. Karierę kończył w zespołach z niższych klas rozgrywkowych, w niektórych pełniąc funkcję grającego trenera.
W reprezentacji Polski debiutował 7 października 1986 w meczu z Koreą Północną, ostatni raz zagrał w 1993. Łącznie w biało-czerwonych barwach rozegrał 7 spotkań.

### Reprezentacja Polski
| l.p. | Data                 | Miejsce   | Przeciwnik     | Rezultat | Rozgrywki     | Grał   | Uwagi        |
| ---- | -------------------- | --------- | -------------- | -------- | ------------- | ------ | ------------ |
| 1.   | 7 października 1986  | Bydgoszcz | Korea Północna | 2-2      | towarzyski    | od 78' |              |
| 2.   | 20 września 1989     | La Coruña | Hiszpania      | 0-1      | towarzyski    | 90'    |              |
| 3.   | 3 grudnia 1991       | Kair      | Egipt          | 0-4      | towarzyski    | 90'    |              |
| 4.   | 5 grudnia 1991       | Kair      | Egipt          | 0-0      | towarzyski    | 90'    |              |
| 5.   | 5 lipca 1992         | Gwatemala | Gwatemala      | 2-2      | towarzyski    | 90'    |              |
| 6.   | 27 października 1993 | Stambuł   | Turcja         | 1-2      | elim. MŚ 1994 | 90'    | Żółta kartka |
| 7.   | 17 listopada 1993    | Poznań    | Holandia       | 1-3      | elim. MŚ 1994 | 90'    |              |

### Kariera trenerska
Karierę trenerską rozpoczął w 2002 jako grający trener w Astrze Krotyszyn, a potem w Gliniku/Karpatii Gorlice. W 2004 objął stanowisko I trenera KS Częstochowa, które sprawował do 2005. Od 2005 był asystentem trenera w ŁKS Łódź, a od 1 lipca 2008 był też zarazem dyrektorem łódzkiego klubu. Od 1 października 2009 jest asystentem trenera II ligowego Tura Turek – Wiesława Wojno. Od 2013 roku był trenerem w klubie Pogoń O7 Perła Lubartów Rokitno, a od 2015 roku GKS Niemce.

### Działalność polityczna
W 2002 wstąpił do Samoobrony RP. Bez powodzenia kandydował z jej listy w wyborach samorządowych w 2002 oraz 2006. Następnie odszedł z tej partii.

## Życie prywatne
Żonaty – żona Beata (ur. 1966), dwie córki: Dagmara (ur. 1988), Roksana (ur. 1994).